# Liste der Kulturgüter in Trub
Die Liste der Kulturgüter in Trub enthält alle Objekte in der Gemeinde Trub im Kanton Bern, die gemäss der Haager Konvention zum Schutz von Kulturgut bei bewaffneten Konflikten, dem Bundesgesetz vom 20. Juni 2014 über den Schutz der Kulturgüter bei bewaffneten Konflikten sowie der Verordnung vom 29. Oktober 2014 über den Schutz der Kulturgüter bei bewaffneten Konflikten unter Schutz stehen.
Objekte der Kategorie A und B sind vollständig in der Liste enthalten, Objekte der Kategorie C fehlen zurzeit (Stand: 24. April 2024). Unter übrige Baudenkmäler sind geschützte Objekte zu finden, die im Bauinventar des Kantons Bern als «schützenswert» verzeichnet sind.

## Kulturgüter
| Foto | | Objekt                                                                                     | Kat. | Typ | Standort                             | Beschreibung |
| ---- | --- | ------------------------------------------------------------------------------------------ | ---- | --- | ------------------------------------ | --- |
| ja   | Datei hochladen · Wikidata zu Bauernhaus Ober-Brandösch (Q19362730)                                                   | Bauernhaus Ober-Brandösch KGS-Nr.: 09227                                                   | A    | G   | Ober Brandösch 146 634713 / 202527   | 1786 von Ulrich Habegger erbautes Bauernhaus mit zwölf Achsen in Mischbauweise unter weit herab reichendem Halbwalmdach, wobei das Erdgeschoss in Ständerbauweise und das Obergeschoss als Blockbau ausgeführt ist. Die Trag- und Stützhölzer sind aufwändig profiliert. |
| ja   | Datei hochladen · Wikidata zu Bauernhaus Schmittenhof (Q19362731)                                                     | Bauernhaus Schmittenhof KGS-Nr.: 09228                                                     | A    | G   | Schmittenhof 11 631819 / 197863      | 1743 erbautes Bauernhaus in Mischbauweise, bei dem das Erdgeschoss als Ständerbau und das Obergeschoss als Blockbau ausgeführt ist. Das Halbwalmdach ist weit ausladend und eher schwach geneigt. Weitgehend original erhalten geblieben sind die stämmigen Profilierungen. Das dreiseitig zutage tretende Untergeschoss besitzt drei Türen mit erhöhten Scheitelsteinen. |
| ja   | Datei hochladen · Wikidata zu Bauernhaus (Q19362729)                                                                  | Bauernhaus KGS-Nr.: 09767                                                                  | A    | G   | Hinter Hütten 239 636016 / 203126    | Das 1608 erbaute Bauernhaus ist ein wuchtiges Bauwerk gemischter Konstruktion unter Dreiviertelwalmdach. Das Stubengeschoss ist ein Ständerbau mit rückseitigem Blockbau-Eckverband, die geteilte Haustür mit Fratzen-Türring wird über ein jüngeres Treppenpodest erschlossen. Das Blockbau-Obergeschoss ist mit einer dreiseitig umlaufenden Laube ausgestattet. Ein Gebäudeteil diente als Versteck für Täufer. |
| ja   | Datei hochladen · Wikidata zu Gedeckte Fuhrenbrücke (versetzt) über die Trueb (Q29675534)                             | Gedeckte Fuhrenbrücke (versetzt) über die Trueb KGS-Nr.: 01286                             | B    | G   | Längengrund 342b 633180 / 198600     | Die 1808 erbaute gedeckte Holzbrücke über die Trueb stand einst zwei Kilometer weiter flussaufwärts und wurde 1972 am heutigen Standort auf betonierten Widerlagern wiederaufgebaut. Das doppelt verstrebte, dreijochige Hängewerk unter ausladendem, schindelgedecktem Halbwalmdach zeichnet sich durch äusserst qualitätvolle Zimmermannsarbeit und -technik aus. – Die Fuhrenbrücke ist unter verschiedenen Namen und Schreibweisen bekannt, so: Furenbrücke, Führen-Brücke, Furen-Brücke oder auch Sidelenbrücke nach dem Gebiet des heutigen Standorts. |
| ja   | Datei hochladen · Wikidata zu Reformierte Kirche mit Pfarrhaus, Ofenhaus und Teil des ehemaligen Klosters (Q29675547) | Reformierte Kirche mit Pfarrhaus, Ofenhaus und Teil des ehemaligen Klosters KGS-Nr.: 01287 | B    | G   | Dorfstrasse 36–(45a) 633410 / 199210 | Das bis ins 12. Jahrhundert zurückreichende Kirchengebäude war bis 1528 die Klosterkirche des Klosters Trub. Der Putzbau mit Dreiachtelchor unter schwach geknicktem Walmdach enthält Teile der Nord- und Westand aus dem ursprünglichen Quaderverband. Daneben steht das von 1753 bis 1756 nach Plänen von Emanuel Zehender erbaute Pfarrhaus, ein einfacher Putzbau mit steilem Walmdach. |

## Übrige Baudenkmäler
Hinweis: Anstelle der KGS-Nummer wird als Objekt-Identifikator (ID) die Grundstücksnummer verwendet.
| ID       | Foto |                                                                   | Objekt                                        | Typ | Standort                                  | Beschreibung |
| -------- | ---- | ----------------------------------------------------------------- | --------------------------------------------- | --- | ----------------------------------------- | ------------ |
| 26       | ja   | Datei hochladen · Wikidata zu Bauernhaus Schmittenhof (Q19362731) | Bauernhaus (1743)                             | G   | Schmittenhof 11 631821 / 197854           |              |
| 26       | BW   | Datei hochladen                                                   | Speicher (um 1810)                            | G   | Schmittenhof 11a 631787 / 197846          |              |
| 31       | BW   | Datei hochladen                                                   | Wohnhaus (um 1890)                            | G   | Längengrund 14 632173 / 197937            |              |
| 35       | BW   | Datei hochladen                                                   | Speicher (1679)                               | G   | Unter Hälig 16a 631966 / 197987           |              |
| 45       | BW   | Datei hochladen                                                   | Speicher (1720)                               | G   | Bruch 25a 631851 / 199220                 |              |
| 54       | BW   | Datei hochladen                                                   | Bauernhaus (1642)                             | G   | Twärenäbnit 21 632377 / 198273            |              |
| 61       | BW   | Datei hochladen                                                   | Bauernhaus (um 1770)                          | G   | Unterfeld 77 632758 / 198420              |              |
| 61       | BW   | Datei hochladen                                                   | Speicher (1739)                               | G   | Unterfeld 77a 632773 / 198387             |              |
| 61       | BW   | Datei hochladen                                                   | Stöckli (um 1900)                             | G   | Unterfeld 77c 632800 / 198410             |              |
| 64       | BW   | Datei hochladen                                                   | Speicher (1822)                               | G   | Twärli 22a 632265 / 198572                |              |
| 76       | BW   | Datei hochladen                                                   | Stöckli (1853)                                | G   | Hinter Twären 32a 631539 / 199908         |              |
| 76       | BW   | Datei hochladen                                                   | Speicher (1850)                               | G   | Hinter Twären 32b 631547 / 199890         |              |
| 82       | BW   | Datei hochladen                                                   | Bauernhaus (1848)                             | G   | Balmegg 68 632576 / 199904                |              |
| 82       | BW   | Datei hochladen                                                   | Ehemaliges Käsehüttli mit -speicher (um 1780) | G   | Balmegg 68a 632595 / 199909               |              |
| 97       | BW   | Datei hochladen                                                   | Bauernhaus (um 1820)                          | G   | Gfähl 57 632169 / 201607                  |              |
| 104      | BW   | Datei hochladen                                                   | Bauernhaus (1785)                             | G   | Hinter Breitäbnit 63 632037 / 200736      |              |
| 106      | BW   | Datei hochladen                                                   | Bauernhaus (1763)                             | G   | Vorder Breitäbnit 66 632070 / 200431      |              |
| 114      | BW   | Datei hochladen                                                   | Bauernhaus (1854)                             | G   | Hochstalden 36 631033 / 200547            |              |
| 114      | BW   | Datei hochladen                                                   | Speicher (1684)                               | G   | Hochstalden 36c 631060 / 200521           |              |
| 126      | BW   | Datei hochladen                                                   | Bauernhaus (1870)                             | G   | Vorder Holz 44 630997 / 201339            |              |
| 129      | BW   | Datei hochladen                                                   | Speicher (1697)                               | G   | Hinter Holz 47a 630723 / 201863           |              |
| 152      | BW   | Datei hochladen                                                   | Alpstall (1679)                               | G   | Schynenalp 6 631686 / 203560              |              |
| 152      | BW   | Datei hochladen                                                   | Ehemaliger Käsespeicher (2. Hälfte 17. Jh.)   | G   | Schynenalp 7 631715 / 203648              |              |
| 183      | BW   | Datei hochladen                                                   | Bauernhaus (17. Jh.)                          | G   | Bärsol 188 634325 / 204364                |              |
| 183      | BW   | Datei hochladen                                                   | Speicher (1726)                               | G   | Bärsol 188a 634304 / 204344               |              |
| 184      | BW   | Datei hochladen                                                   | Bauernhaus (1885)                             | G   | Hinter Schindelmatt 189 634372 / 204043   |              |
| 187      | BW   | Datei hochladen                                                   | Bauernhaus (1778)                             | G   | Oberboden 178 634971 / 203678             |              |
| 188      | BW   | Datei hochladen                                                   | Speicher (1725)                               | G   | Vorder Schindelmatt 177a 634528 / 203412  |              |
| 198      | BW   | Datei hochladen                                                   | Bauernhaus (1883)                             | G   | Hinter Brandösch 148 634634 / 202603      |              |
| 198      | BW   | Datei hochladen                                                   | Speicher (1794)                               | G   | Hinter Brandösch 148a 634607 / 202591     |              |
| 200      | BW   | Datei hochladen                                                   | Speicher (1851)                               | G   | Ober Brandösch 146b 634685 / 202476       |              |
| 201      | BW   | Datei hochladen                                                   | Speicher (1851)                               | G   | Unter Brandösch 145a 634686 / 202475      |              |
| 207      | BW   | Datei hochladen                                                   | Bauernhaus (17. Jh.)                          | G   | Vorder Mildbach 136 634289 / 202036       |              |
| 217      | BW   | Datei hochladen                                                   | Speicher (1659)                               | G   | Vorder Neumatt 132a 634043 / 201820       |              |
| 234      | BW   | Datei hochladen                                                   | Speicher (1785)                               | G   | Ober Spitzenhaus 113b 634016 / 200899     |              |
| 234      | BW   | Datei hochladen                                                   | Bauernhaus (1890)                             | G   | Ober Spitzenhaus 113c 633988 / 200904     |              |
| 273      | BW   | Datei hochladen                                                   | Stöckli (1905)                                | G   | Sägegasse 81 634009 / 199366              |              |
| 277      | BW   | Datei hochladen                                                   | Speicher (1691)                               | G   | Mühlestrasse 11b 633655 / 199190          |              |
| 299      | BW   | Datei hochladen                                                   | Bauernhaus (1814)                             | G   | Sägegasse 15 633595 / 199045              |              |
| 309      | BW   | Datei hochladen                                                   | Speicher (1789)                               | G   | Mühlestrasse 2a 633459 / 199120           |              |
| 310      | BW   | Datei hochladen                                                   | Bauernhaus (1838)                             | G   | Mühlestrasse 1 633436 / 199142            |              |
| 311; 971 | BW   | Datei hochladen                                                   | Bäuerliches Wohnhaus (16. Jh.)                | G   | Dorfstrasse 36, 36a 633395 / 199186       |              |
| 315      | BW   | Datei hochladen                                                   | Ehemaliges Ofen- und Waschhaus (1756)         | G   | Dorfstrasse 45a 633372 / 199311           |              |
| 316      | BW   | Datei hochladen                                                   | Archivhaus (1845)                             | G   | Dorfstrasse 41a 633371 / 199242           |              |
| 317      | BW   | Datei hochladen                                                   | Ehemaliger Speicher (1780)                    | G   | Dorfstrasse 35 633365 / 199176            |              |
| 318      | ja   | Datei hochladen                                                   | Gasthof Löwen (1839)                          | G   | Dorfstrasse 31 633385 / 199125            |              |
| 318      | BW   | Datei hochladen                                                   | Trinkhalle Gasthof Löwen (1910)               | G   | Dorfstrasse 31a 633372 / 199096           |              |
| 320      | BW   | Datei hochladen                                                   | Wohnhaus (1842)                               | G   | Dorfstrasse 30 633401 / 199094            |              |
| 327      | BW   | Datei hochladen                                                   | Speicher (1840)                               | G   | Ober Gummen 431a 632531 / 193648          |              |
| 329      | BW   | Datei hochladen                                                   | Speicher (1783)                               | G   | Mittler Gummen 426, 429 632726 / 193883   |              |
| 330      | BW   | Datei hochladen                                                   | Ehemaliges Käsehüttli und -speicher (1793)    | G   | Ober Buhus 436b 631950 / 193706           |              |
| 341      | BW   | Datei hochladen                                                   | Bauernhaus (1729)                             | G   | Gummenloch 422 632945 / 194725            |              |
| 349      | BW   | Datei hochladen                                                   | Speicher (1794)                               | G   | Unter Gummen 424a 632875 / 194119         |              |
| 357      | BW   | Datei hochladen                                                   | Kleinbauernhaus (1836)                        | G   | Hölzli 416 633478 / 195034                |              |
| 368      | BW   | Datei hochladen                                                   | Ehemalige Gerberei (1832)                     | G   | Hauptstrasse 38 633727 / 195254           |              |
| 376      | BW   | Datei hochladen                                                   | Sägemühle (um 1880)                           | G   | Hauptstrasse 18a 633643 / 195509          |              |
| 380      | BW   | Datei hochladen                                                   | Gasthof zum Bären (1810)                      | G   | Hauptstrasse 4 633517 / 195638            |              |
| 403      | BW   | Datei hochladen                                                   | Bauernhaus (1770)                             | G   | Moos 369 632309 / 196141                  |              |
| 403      | BW   | Datei hochladen                                                   | Speicher (1738)                               | G   | Moos 369a 632283 / 196141                 |              |
| 452      | BW   | Datei hochladen                                                   | Bauernhaus (1856)                             | G   | Unter Fuhren 342 634463 / 199700          |              |
| 454      | BW   | Datei hochladen                                                   | Speicher (1793)                               | G   | Ober Fuhren 345a 634965 / 199494          |              |
| 496      | BW   | Datei hochladen                                                   | Bauernhaus (Ende 18. Jh.)                     | G   | Unter Altösch 248 635852 / 199967         |              |
| 497      | BW   | Datei hochladen                                                   | Bauernhaus (um 1780)                          | G   | Stoos 243 635616 / 200167                 |              |
| 498      | BW   | Datei hochladen                                                   | Bauernhaus (um 1820)                          | G   | Neuscheuer 244 635631 / 200738            |              |
| 503      | BW   | Datei hochladen                                                   | Weidstall (4. Viertel 18. Jh.)                | G   | Mühlebach 205 635114 / 200606             |              |
| 506      | BW   | Datei hochladen                                                   | Kleinbauernhaus (1776)                        | G   | Hinter Mühlebach 204 635017 / 200556      |              |
| 507      | BW   | Datei hochladen                                                   | Kleinbauernhaus (1793)                        | G   | Häusernscheuer 200 634659 / 200123        |              |
| 507      | BW   | Datei hochladen                                                   | Bauernhaus (1879)                             | G   | Unter Häusern 202 634523 / 200359         |              |
| 514      | BW   | Datei hochladen                                                   | Speicher (1733)                               | G   | Unter Schneidershaus 209a 635026 / 201085 |              |
| 517      | BW   | Datei hochladen                                                   | Bauernhaus (1742)                             | G   | Ober Schneidershaus 210 635017 / 201125   |              |
| 525      | BW   | Datei hochladen                                                   | Speicher (1844)                               | G   | Ober Zürchershaus 214a 635384 / 201408    |              |
| 532      | BW   | Datei hochladen                                                   | Speicher (1758)                               | G   | Unter Schwarzentrub 234a 635613 / 202183  |              |
| 532      | BW   | Datei hochladen                                                   | Scheune (1821)                                | G   | Unter Schwarzentrub 235 635570 / 202262   |              |
| 534      | BW   | Datei hochladen                                                   | Stöckli (um 1800)                             | G   | Hinter Hütten 239b 635959 / 203151        |              |
| 541      | BW   | Datei hochladen                                                   | Bauernhaus (1795)                             | G   | Vorder Fankhaus 230 636220 / 202197       |              |
| 542      | BW   | Datei hochladen                                                   | Bauernhaus (1868)                             | G   | Mittler Fankhaus 268 636432 / 202282      |              |
| 542      | BW   | Datei hochladen                                                   | Speicher (1782)                               | G   | Mittler Fankhaus 268a 636410 / 202239     |              |
| 543      | BW   | Datei hochladen                                                   | Kleinbauernhaus (1743)                        | G   | Buchli 325 636379 / 202715                |              |
| 543      | BW   | Datei hochladen                                                   | Bauernhaus (1812)                             | G   | Ober Fankhaus 269 636596 / 202346         |              |
| 543      | BW   | Datei hochladen                                                   | Stöckli (1838)                                | G   | Ober Fankhaus 269a 636640 / 202337        |              |
| 543      | BW   | Datei hochladen                                                   | Speicher (1763)                               | G   | Ober Fankhaus 269b 636619 / 202317        |              |
| 547      | BW   | Datei hochladen                                                   | Bauernhaus (17. Jh.)                          | G   | Höchhaus 273 637077 / 202720              |              |
| 547      | BW   | Datei hochladen                                                   | Speicher (1810)                               | G   | Höchhaus 273a 637087 / 202688             |              |
| 583      | BW   | Datei hochladen                                                   | Bauernhaus (1827)                             | G   | Gläislishaus 322 637421 / 203062          |              |
| 592      | BW   | Datei hochladen                                                   | Ehemaliges Kleinbauernhaus (1726)             | G   | Milchmatt 242 635991 / 203469             |              |
| 600      | BW   | Datei hochladen                                                   | Alphütte (2. Hälfte 18. Jh.)                  | G   | Hochänzi 280 635553 / 206296              |              |
| 609      | BW   | Datei hochladen                                                   | Alphütte (1746)                               | G   | Grüebli 294 637568 / 205219               |              |
| 642      | BW   | Datei hochladen                                                   | Stöckli (1882)                                | G   | Schurtenell 129a 634315 / 201489          |              |
| 653      | BW   | Datei hochladen                                                   | Kleinbauernhaus (um 1750)                     | G   | Lehnegg 218 635847 / 202185               |              |
| 808      | BW   | Datei hochladen                                                   | Kleinbauernhaus (um 1770)                     | G   | Dorfstrasse 33 633380 / 199161            |              |
| 852      | BW   | Datei hochladen                                                   | Stöckli (1827)                                | G   | Hochstalden 36b 631074 / 200553           |              |
| 852      | BW   | Datei hochladen                                                   | Ehemaliges Kühertöckli (um 1720)              | G   | Hochstalden 36d 631077 / 200502           |              |
| 852      | BW   | Datei hochladen                                                   | Bauernhaus (1923)                             | G   | Hochstalden 36f 631076 / 200582           |              |
| 868      | BW   | Datei hochladen                                                   | Bauernhaus (1835)                             | G   | Ober Gummen 431 632509 / 193680           |              |
| 948      | BW   | Datei hochladen                                                   | Käsespeicher (1819)                           | G   | Hinter Mettlen 313b 638247 / 204827       |              |
| 978      | ja   | Datei hochladen                                                   | Stöckli (1883)                                | G   | Ober Brandösch 146a 634733 / 202491       |              |
| 998      | BW   | Datei hochladen                                                   | Speicher (1761)                               | G   | Altgysmoos 109b 634212 / 200255           |              |